# Cryptochironomus amurdarjensis
Cryptochironomus amurdarjensis är en tvåvingeart som först beskrevs av Pankratova 1983.  Cryptochironomus amurdarjensis ingår i släktet Cryptochironomus och familjen fjädermyggor. Inga underarter finns listade i Catalogue of Life.